# فيل-ماري (مونتريال)
فيل-ماري حي سكني يقع إدارياً ضمن مونتريال في كندا. ويبلغ عدد سكانه 84,013 نسمة حسب تعداد 2011، يقطنون في مساحة قدرها 16.5 كم². يحده إدارياً Côte-des-Neiges–Notre-Dame-de-Grâce ‏.

## وصلات خارجية
- الموقع الرسمي